# Aliajul Devarda
Aliajul Devarda (număr CAS:8049-11-4) este un aliaj alcătuit din trei metale: aluminiu în procent masic de 44%-46%, cupru în procent masic de 49%-51% și zinc în procent de 4%-6%.
Acest aliaj este folosit ca agent reducător în chimie analitică pentru determinarea azotaților prin reducerea până la amoniac în mediu alcalin. Numele aliajului provine de la chimistul italian Arturo Devarda (1859–1944), care-l sintetiza la sfârșitul secolului al XIX-lea pentru a dezvolta o nouă metodă de analiză a ionului de azotat din salpetrul de Chile. 
Aliajul era folosit în analiza calitativă și cantitativă a azotaților în știința agriculturii și a solului înainte de dezvoltarea dezvoltării cromatografiei de schimb ionic, care este în prezent cea mai predominantă metodă de analiză. 

## Mecanism general
Când o soluție ce conține ioni de azotat și care este amestecată cu o soluție apoasă de hidroxid de sodiu, la care se mai introduce și aliajul Devarda este încălzită, se poate simți în urma reacției mirosul specific de amoniac gazos. După conversia sub formă de amoniac, azotul este determinat cu ajutorul metodei Kjeldahl. 
Reducerea azotaților cu ajutorul aliajului Devarda este dată de către următoarea reacție chimică:
3 NO−
3 + 8 Al + 5 OH−
 + 18 H
2O → 3 NH
3 + 8 [Al(OH)
4]−